# HKEPC
《HKEPC》是香港主要的 IT 媒體/新聞機構，於 2002 年 3 月 26 日創立，專注於科技新聞與產品評測。自成立以來，《HKEPC》一直致力為全球華語讀者提供全面的業界資訊，以及產品技術的專業報導。無論是硬件、軟件還是科技趨勢，為讀者帶來深入分析。
隨著產業需求的增加，於 2025 年 4 月，《HKEPC》正式成立了 HKEPC Biz 部門。該部門的定位是專注於商業 IT 的各個領域，包括商業 IT 趨勢、網絡安全、人工智能、企業基礎架構及新興技術。HKEPC Biz 的內容範疇涵蓋產業新聞與趨勢分析、專家評論及深入研究等，旨在為企業用戶及專業人士提供專業的資訊及洞見。
除了媒體報導，《HKEPC》還是香港最大的 PC 討論區之一。截至 2025 年 7 月，《HKEPC》討論區的用戶總數已達到 30 萬人，而討論區的累計總帖數則高達 2,357 萬篇。討論區涵蓋多種主題，包含 DIY 砌機、超頻散熱、機箱改裝等技術話題，吸引了廣大科技愛好者和專業人士的參與。
此外，《HKEPC》在 Facebook 上亦設立了一個專屬社群，名為「HKEPC DIY砌機 超頻散熱 機箱改裝 暨不正常文書機研究所」。截至 2025 年 7 月，該群組已有 6.6 萬名成員，累計總帖數高達 291 萬篇，成為科技愛好者交流知識與經驗的重要平台。
HKEPC 同時致力經營社交媒體，截自 2025 年 7 月在 Facebook、Instagram 分別擁有 15 萬及 2.1 萬追蹤者。這些平台不僅用於分享科技新聞與產品測評，更是與讀者互動及提供即時資訊的渠道。

## 網站流量
根據 Similarweb.com 在 2025 年 7 月的 Website Analysis 報告，HKEPC 網站流量排行全港第 41,904 名、香港第 254 名，月訪客人數為 110.9 萬，月頁瀏覽量為 476.3 萬頁，在香港 IT 媒體排名第 1。
在網站流量的地區分佈方面，79.31% 的流量來自香港，9.32% 來自台灣，2.14% 來自加拿大，1.57% 來自中國。
1. ↑  https://pro.similarweb.com/#/digitalsuite/websiteanalysis/overview/website-performance/*/999/28d?webSource=Total&key=hkepc.com%2Cunwire.hk%2Cezone.hk%2Cpcmarket.com.hk

## 外部連結
- HKEPC官方網頁
- HKEPC BIZ 官方網頁
- HKEPC討論區
- HKEPC官方 Facebook 專頁
- HKEPC官方 Instagram 專頁